# Пульянелло (город)
Пульянелло (итал. Puglianello) — коммуна в Италии, располагается в регионе Кампания, в провинции Беневенто.
Население составляет 1399 человек (2008 г.), плотность населения составляет 175 чел./км². Занимает площадь 8 км². Почтовый индекс — 82030. Телефонный код — 0824.
Покровителем коммуны почитается святой апостол Иаков Старший, празднование 25 июля.

## Демография
Динамика населения:

## Администрация коммуны
- Официальный сайт: http://www.comune.puglianello.bn.it